# إيثانثيول
الإيثانثيول (أو ثيول الإيثان) مركب عضوي له الصيغة C2H5SH. وهو يتألف من مجموعة إيثيل مرتبطة بمجموعة ثيول، فهو بالتالي يشبه كحول الإيثانول حيث تحل ذرة كبريت مكان ذرة أكسجين في البنية.

## الخواص
- لمركب إيثانثيول رائحة قوية جداً وكريهة وهو يضاف للغاز النفطي المسال مثل البروبان أو البوتان من أجل الكشف عن وجود تسريبات، حيث أن أنف الإنسان يمكن أن يكشف وجود هذا المركب حتى ولو كان بتراكيز ضئيلة، خاصة أن الإيثانثيول له تطايرية عالية نتيجة ضعف مقدرته على تشكيل روابط هيدروجينية.
- تؤدي أكسدة إيثانثيول بالماء الأكسجيني إلى تشكل مركب ثنائي كبريتيد وهو ثنائي كبريتيد ثنائي الإيثيل حسب المعادلة:

2EtSH + H2O2 → EtS-SEt + 2H2O 

## الوفرة الطبيعية والتحضير
يوجد إيثانثيول طبيعياً في النفط وفي قطران الفحم. بعد استخراجه يحول إيثانثيول إلى وحدة نزع الكبريت المهدرج.
يحضر إيثانثيول مخبرياً بحسب طريقة تحضير الثيولات العامة. على سبيل المثال ينتج إيثانثيول من تفاعل الإيثانول مع كبريتيد الهيدروجين
C2H5OH + H2S → C2H5SH + H2O

## الاستخدامات
بالإضافة إلى استخدامه كمادة مضافة للغاز النفطي المسال من أجل الكشف عن التسريبات، فإن إيثانثيول يستخدم ككاشف كيميائي في الاصطناع العضوي من أجل تحضير الكاشف النكليوفيلي NaSEt وذلك بالتفاعل مع هيدروكسيد الصوديوم. يمكن أيضاً تحضير هذا الملح من التفاعل مع هيدريد الصوديوم.